# 1 E-3 m
Pour aider à comparer les ordres de grandeur des différentes longueurs, voici une liste de longueurs comprises entre 1 millième de millimètre  et 10 millième de millimètres.
- 1,0 mm, c'est :
  - 0,1 centimètre
  - la longueur des côtés d'un carré d'aire 1 mm².
  - la longueur des arêtes d'un cube de volume 1 mm³.
- 5 mm, taille moyenne d'une fourmi rouge
- 7,62 mm, taille des munitions militaires communes